# Kirchberg an der Jagst
Kirchberg an der Jagst település Németországban, azon belül Baden-Württembergben. Lakosainak száma 4567 fő (2023. december 31.).

## Népesség
| Lakosok száma | 3406 | 4352 | 4393 | 4379 | 4456 | 4567 |
|               | 1975 | 2017 | 2019 | 2021 | 2022 | 2023 |